# Ludwig Dettmann (Maler, 1856)
Ludwig Friedrich Dettmann (geboren 8. Juni 1856 in Wismar; gestorben 18. Juni 1937 in Schwerin) war ein deutscher Zeichenlehrer und Maler. Er malte in erster Linie Aquarelle von Landschaften.
Er ist nicht zu verwechseln mit dem 1865 geborenen gleichnamigen Maler, der vor allem für seine heroisierenden Darstellungen als Propaganda- und Kriegsmaler in beiden Weltkriegen bekannt ist.

## Leben
Ludwig Dettmann wurde als Sohn des Schneidermeisters Friedrich Joachim Dettmann und dessen Frau Catharina Sophie Elisabeth, geb.  Brüshaber, geboren. Er besuchte das Lehrerseminar in Neukloster und studierte Malerei an der Königlichen Kunstschule Berlin. Ab 1883 war er für 38 Jahre Zeichenlehrer am Realgymnasium Schwerin. Zu seinen Schülern zählten Wolf Bergenroth, Wilhelm Facklam und Luise Kassow-Lange.
Dettmann malte vornehmlich Aquarelle von Landschaften und Ansichten aus Schwerin und Umgebung.
Der Kunsthistoriker Gerd Dettmann (1897–1943) war sein Sohn.